# مشفهة نورمانية
مشفهة نورمانية (الاسم العلمي:Chiloglanis normani) هي نوع من الأسماك تتبع جنس المشفهة من فصيلة الموشوكيات.